# 公司集團
公司集團（又稱企業集團），是一個商業組織，由多間同系的公司組成，關係是母公司與所持股的子公司及交叉持股的兄弟姊妹公司等，如美國國際集團、日本三菱集團、三井集團、富士產經集團、豐田集團、韓國三星集團、樂金集團、現代集團、台灣鴻海集團、台塑集團、遠東集團、興農集團、遠雄企業、統一企業、三商企業、潤泰集團、香港長江集團等。通常名稱中是以母公司（主體企業）名稱來取名。
在臺灣，民間時常將「集團」與「關係企業」兩詞交互使用。兩者相似但不完全相同。關係企業在臺灣公司法中有明確定義，集團則無。